# Coq
Na ciência da computação, Coq é provador de teoremas interativo. Ele permite a expressão de asserções matemáticas, verifica mecanicamente as provas destas asserções, auxilia a encontrar provas formais e extrai um programa certificado a partir da prova construtiva de sua especificação formal. Coq trabalha dentro da teoria do cálculo de construções indutivas, derivada do cálculo de construções. Coq não é um provador de teoremas automatizado, mas inclui táticas automáticas de demonstração de teoremas e vários procedimentos de decisão.
Coq é um software livre e de código aberto, licenciado sob a licença GNU Lesser General Public License Version 2.1. É escrito majoritariamente na linguagem de programação OCaml. A versão 8.8.2 foi lançada em 26 de setembro de 2018.
Coq foi laureado com os prestigiosos prêmios ACM SIGPLAN Programming Languages Sofware Award, em 2013, e ACM Software System Award, em 2014.